# Eric Yarber
Eric Lamone Yarber (Chicago, Illinois, 1963. szeptember 22. –) amerikai amerikaifutball-játékos és -edző, 2017-től a Los Angeles Rams wide receivereinek edzője. Az 1980-as években a Washington Redskins és a San Diego Chargers játékosa volt.

## Fiatalkora
Los Angelesben nőtt fel, a Crenshaw középiskolában érettségizett. Fizikai adottságai miatt a középiskolai válogatottban nem, csak a Los Angeles Valley College junior csapatában játszott. 1984-ben az Idaho Vandals játékosa lett; 1985-ben 1100 yardos (1005 méteres) labdaelkapásával és tíz touchdownjával a Big Sky Conference legértékesebb játékosa lett. A Vandals 1971 óta ekkor nyert először bajnoki címet.
Az 1986-os NFL-draft 12. körében a Washington Redskins kiválasztotta.

## Edzőként
1996-ban a Vandals munkatársa, 1997-ben pedig a UNLV Rebels wide receivereinek edzője volt. 1998-ban a Seattle Seahawks támadójáték-minőségért felelős munkatársaként alkalmazták.
1999-ben az Oregon State Beavers running backjeinek, 2000 és 2002 között pedig wide receivereinek edzőjeként dolgozott; utóbbi pozíciót 2003–2004-ben a San Francisco 49ersnél, 2005–2006-ban pedig a Washington Huskiesnál töltötte be. 2007 és 2009 között az Arizona State Sun Devils alkalmazta.
2010-ben a Tampa Bay Buccaneers munkatársa lett, de a 4–12-es eredmény miatt 2012. január 2-án Raheem Morris edzőt és teljes stábját kirúgták. Január 9-én felvették a UCLA Bruinshoz, ahol 2016-ig a wide receiverek edzője volt.
2017-től a Los Angeles Rams munkatársa.

## Tanulmányai és családja
Alapdiplomáját 1995-ben szerezte az Idahói Egyetemen. 2005 júniusában házasodott meg; feleségével, Michele-lel egy fiuk (Kameryon) született.

## Fordítás
- Ez a szócikk részben vagy egészben  az   Eric Yarber című angol Wikipédia-szócikk ezen változatának fordításán alapul.  Az eredeti cikk szerkesztőit annak laptörténete sorolja fel. Ez a jelzés csupán a megfogalmazás eredetét és a szerzői jogokat jelzi, nem szolgál a cikkben szereplő információk forrásmegjelöléseként.